# 臺中市立新光國民中學
臺中市立新光國民中學，簡稱新光國中，位於臺中市太平區。

## 歷任校長

### 籌備期
1. 官鐸：1988年－1989年（兼任臺中縣立太平國民中學校長）
2. 黃俊文：1989年3月－1989年11月（兼任臺中縣立長億國民中學校長）
3. 顏欽郎：1989年11月－1994年5月（兼任臺中縣立太平國民中學校長）
4. 賴明杭：1994年5月－1996年8月

### 招生後
1. 賴明杭：1996年8月－2001年7月
2. 林耀煌：2001年8月－2009年7月
3. 林寶琴：2009年8月－2013年7月
4. 沈杏娟：2013年8月－2021年7月
5. 楊憲章：2021年8月－現任

來源 （页面存档备份，存于）

## 外部連結
- 臺中市新光國民中學 （页面存档备份，存于）